# Нінік Кун Нар'яті
Пані Нінік Кун Нар'яті Сісводо (індонез. Niniek Kun Naryatie Siswojo) (11 грудня 1957, Сурабая) — індонезійський дипломат. Надзвичайний і Повноважний Посол Індонезії в Україні (2012—2016), Надзвичайний і Повноважний Посол в Аргентинській Республіці та за сумісництвом у Республіці Парагвай та Східній Республіці Уругвай (2017—2023).

## Життєпис
Народилася 11 грудня 1957 року в місті Сурабая, Індонезія. Отримала бакалавра з комунікацій в Університеті Індонезія.
У 2002—2003 рр. — Офіцер з економічних питань Посольства Індонезії в Індії
У 2003—2007 рр. — Глава консульства посольства Індонезії в Індії
У 2007—2012 рр. — радник Міністра закордонних справ у справах міжнародних та неурядових організацій
У 2010—2012 рр. — Голова Центру міжнародного співробітництва Міністерства охорони здоров'я Індонезії
У 2012—2016 рр. — Посол Індонезії в Україні та за сумісництвом у Грузії та Вірменії.
02.11.2012 — вручила копії вірчих грамот Заступнику Міністра закордонних справ України Віктор Майко
06.12.2012 — вручила вірчі грамоти Президенту України Віктору Януковичу
15.01.2013 — вручила вірчі грамоти Президенту Вірменії Сержу Саргсяну
У 2016—2017 рр. — працювала в Експертному штабі міністра закордонних справ з соціально-культурних питань та розширення можливостей індонезійської громади
З 2017 по 2023 рр. — Надзвичайний і Повноважний Посол Індонезії в Аргентині за сумісництвом у Парагваї та Республіці Уругвай.
|  | Всі знають про Балі, але є ще дуже багато цікавих місць. Культура, кухня, традиції Індонезії дуже багаті» — Нінік Кун Нар'яті |

|  | «Якщо людина володіє англійською мовою – вона вміє ходити, європейською – бігати, а якщо східною – літати» — Нінік Кун Нар'яті |

## Нагороди та відзнаки
- Satyalancana Karya Satya X від Президента Республіки Індонезія (2008)
- Ksatria Bakti Husada від міністра охорони здоров’я Республіки Індонезія (2011)
- Satyalancana Karya Satya XX від Президента Республіки Індонезія (2016)